# Backyard Babies
Backyard Babies är en svensk rockgrupp som bildades 1989 i Nässjö. Medlemmarna är Dregen (sång och elgitarr), Johan Blomquist (bas), Peder Carlsson (trummor) och Nicke Borg (sång och gitarr).
Innan bandet tog namnet Backyard Babies hette de Tyrant, och innan dess hade de namnet Dead Silent. Än idag (2019) är "Dead Silent" insprejat på ett elskåp i Nässjö. Nicke Borg hade på den tiden fortfarande inte kommit med i bandet utan studerade det på avstånd. Sångaren var då Tobias Fischer, men blev under 1990 sparkad av bandet, inte på grund av något större bråk utan helt enkelt att de upptäckt att de inte hade samma musiksmak. Fischer är numera etablerad professionell fotograf i Stockholm och har bland mycket annat fortsatt arbeta med Backyard Babies.

## Historik
Backyard Babies har haft samma uppsättning bandmedlemmar sedan första fullängdsskivan, Diesel and Power, som kom 1994. Den var inspirerad av glamrock och sleazerock, och alla medlemmarna hade långt hår. 1998 kom deras andra studioalbum Total 13. Nu hade de övergett den glammiga stilen, klippt av sig håret, och musiken var snabbare, punkigare och argare.
År 2001 kom Making Enemies is Good, en skiva som andades mer hårdrock än Total 13. Inför Stockholm Syndrome, utgiven 2003, berättade Dregen att efter en glammig skiva, en punkskiva och en hårdrocksskiva var det dags för en "sjuhelvetes djävla rock'n'roll skiva". Den 12 april 2006 släppte de sin femte studioskiva, People Like People Like People Like Us. Den producerades av Nicke Andersson från The Hellacopters. Den 13 augusti 2008 släpptes albumet Backyard Babies, producerat av Jakob Hellner. 
Flera samlingsskivor har också hunnits med. Först ut var Independent Days med alla låtar från Total 13 i remastrad version, samt några låtar som endast givits ut på singel, och några livelåtar. From Demos to Demons kom därnäst och innehåller bandets gamla demoinspelningar från 1987 till 1992. Safety Pin & Leopard Skin från 2002 är en korsning mellan en samlingsskiva och en liveskiva, med några livelåtar och några rariteter. Live Live in Paris är en liveskiva som kom 2005. De har även släppt en live-DVD, Live, och en DVD-dokumentär, Jetlag. Utöver det har de även givit ut en självbiografisk bok som heter Blod, svett och dårar.
Under senare år har Backyard Babies mer och mer glidit in mot rock'n'roll, vilket tydligt kan höras på skivan med namnet Backyard Babies (2008).
Under 2009 tillkännagav bandet att de skulle ta en paus efter 20 år på turné. Detta uppehåll varade i fem år. I maj 2014 tillkännagavs att de skulle börja skriva nytt material för en ny skiva. I oktober samma år tillkännagavs att deras första spelning blir på Sweden Rock Festival i början av juni 2015.
Sommaren 2018 påbörjades arbetet med skivan Sliver & Gold, som gavs ut lagom till bandets 30-årsjubileum 2019.

## Diskografi

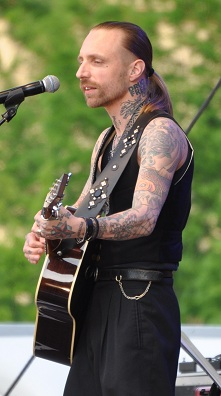
Nicke Borg

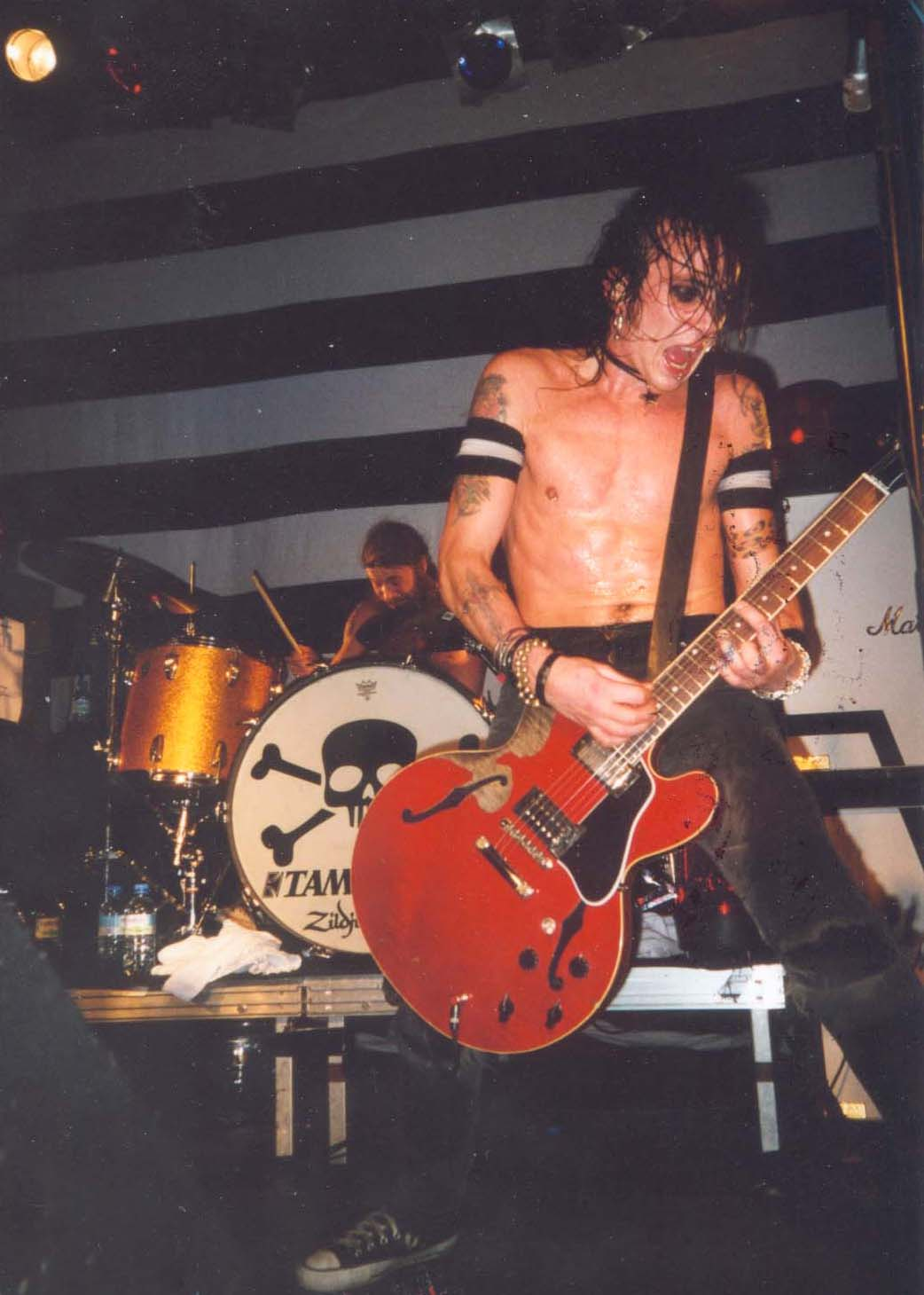
Dregen med Backyard Babies i Hamburg 2001.

Demo
- 1989 – Tyrant
- 1990 – Backyard Babies
- 1991 – Bite & Chew
- 1992 – Diesel & Power

Studioalbum
- 1994 – Diesel and Power
- 1998 – Total 13
- 2001 – Making Enemies is Good
- 2003 – Stockholm Syndrome
- 2006 – People Like People Like People Like Us
- 2008 – Backyard Babies
- 2015 – Four By Four
- 2019 – Sliver And Gold

Livealbum
- 2005 – Live Live in Paris

EP
- 1991 – Something to Swallow
- 1997 – Knockouts EP
- 1998 – Total 05
- 1998 – Safety Pin & Leopard Skin

Singlar
- 1994 – "Electric Suzy"
- 1997 – "Look At You"
- 1997 – "Bombed (Out of my Mind)"
- 1997 – "Is It Still All Right to Smile?"
- 1998 – "Highlights"
- 1999 – "Babylon"
- 2001 – "The Clash"
- 2001 – "Brand New Hate"
- 2003 – "Minus Celsius"
- 2004 – "A Song for the Outcast"
- 2004 - "Friends"
- 2006 – "The Mess Age (How Could I Be So Wrong)"
- 2006 – "Dysfunctional Professional"
- 2006 – "Roads"
- 2008 – "Fuck Off And Die"
- 2008 – "Degenerated"
- 2009 – "Nomadic"
- 2010 – "Abandon"
- 2015 – "Th1rt3en or Nothing"

Samlingsalbum
- 2001 – Independent Days
- 2002 – From Demos to Demons 1989-1992
- 2005 – Tinnitus
- 2009 – Them XX